# Natalie Lobela
Natalie Nana Daunau Lobela (Kinshasa, 2 agosto 1973) è un'ex cestista della Repubblica Democratica del Congo.

## Carriera
Con lo Zaire ha disputato i Giochi olimpici di Atlanta 1996.